# Hylaeus hohmanni
Hylaeus hohmanni is een vliesvleugelig insect uit de familie Colletidae. De wetenschappelijke naam van de soort is voor het eerst geldig gepubliceerd in 1993 door Dathe.